# 易满徐战斗
易满徐战斗，中国亦称易满徐战役、易满徐保卫战，是中国抗日战争中中日双方发生的战斗。